# Chaperia multispinosa
Chaperia multispinosa är en mossdjursart som beskrevs av Gordon 1984. Chaperia multispinosa ingår i släktet Chaperia och familjen Chaperiidae. Inga underarter finns listade i Catalogue of Life.